# Kuchisake-Onna
Kuchisake-onna (口裂け女 Kuchisake-onna?) ("Femeia cu Gura Spartă") se referă totodată la o poveste din mitologia japoneză și la o versiune modernă a legendei urbane despre o femeie mutilată de către soțul ei gelos, care s-a reîntors ca un spirit malefic pornit pe aceleași acțiuni suferite de ea.

## Legenda
Legenda se pare că își are originea din viața unei femei ce a trăit cu secole în urmă (unele versiuni afirmă că a trăit în perioada Heian), care a fost fie soția, fie concubina unui samurai. Se spune că era foarte frumoasă, dar de asemenea foarte vanitoasă, înșelându-și probabil soțul. Samuraiul, care era extrem de gelos și simțindu-se înșelat, o atacă și îi taie gura de la o ureche la cealaltă, urlând „Cine te va crede frumoasă acum?”
Legenda urbană pornește din punctul acesta, afirmând că o femeie mormăie noaptea (în special în serile cețoase), cu fața acoperită de o mască chirurgicală care . Când întâlnește pe cineva (în principal copii sau studenți), îl va întreba timid „Sunt frumoasă? ”(„Watashi kirei?”). Dacă persoana respectivă răspunde cu „da”, ea își va scoate masca și va zice „Chiar și așa?”. Dacă victima îi spune „nu”, Kuchisake-onna îl va ucide (de obicei are ca și armă o foarfecă). Dacă victima o să îi spună și a doua oară că este frumoasă, ea își va urmări victima până acasă și o va ucide în fața propriei case, datorită faptului că „kirei” (きれい), termenul japonez pentru „drăguț”, este un omofon pentru "kire" (切れ), imperativul verbului „a tăia”.
De-a lungul anilor '70, legenda urbană preciza că persoanele care spuneau „Ești o persoană normală” erau salvate. Renașterea legendei prin anul 2000 conduce la răspunsul „Așa și așa”, lucru care o determina pe Kuchisake-onna să se gândească ce să facă, lăsând astfel destul timp victimei să fugă.

## În ficțiune
Filmul Kuchisake-onna din anul 1999 transfera legendei o origine modernă a aspectului lui Kuchisake-onna, ca fiind rezultatul unei operatii estetice care a decurs într-un mod oribil. Un oraș suburban din Japonia este victima a ceea ce se presupune că este doar o legendă urbană, spiritul unei femei cu o față îngrozitor de desfigurată, care intenționează să răpească și să omoare oameni.

Multe serii anime au făcut referire la legendă:
- Câteva Kuchisake-onna apar în seriile manga și anime ale Hell Teacher Nūbē.
- Un episod al anime-ului Povești cu fantome prezenta un personaj asemănător, însă difuzarea sa programată pe 5 Noiembrie 2000 a fost oprită, deoarece multe persoane s-au plâns companiei Fuji TV, deoarece au crezut că acea trăsătura facială arăta ca o fisură labială. cleft palate.  Arhivat în 12 octombrie 2008, la Wayback Machine.

Seria manga a lui Hideo Yamamoto, Ichi the Killer, indică un personaj Kakihara cu o desfigurare similară.
Încă o adaptare japoneză a filmului "Kuchisake Onna", regizat de Koji Shirasihi și lansat pe 17 martie 2007 în Japonia, indică un spirit cu gura tăiată ce caută victime și are asupra ei o pereche de foarfeci.